# Year of No Light
Year of No Light es una banda francesa de post-metal formada en Burdeos en 2001. En su álbum de debut de 2006, Nord, la banda combinó un agresivo y oscuro sonido sludge metal con atmósferas psicodélicas inspiradas por el post-rock y el shoegaze, junto con voces rasgadas inspiradas en el black metal. En 2008, se vieron sometidos a un extenso cambio en su formación, reemplazando su vocalista por un tercer guitarrista y un segundo batería para convertirse en un sexteto instrumental. Después de eso, Year of No Light integró influencias de black metal, doom metal, drone doom y dark ambient en su álbum Ausserwelt (2010) y Tocsin (2013).

## Miembros
Actuales
- Jérôme Alban – guitarra (2001–actualidad) (Baron Oufo, Donald Washington, Metronome Charisma)
- Bertrand Sébenne – batería, percusión, teclados (2001–actualidad) (Metronome Charisma)
- Johan Sébenne – bajo, teclados, instrumentos electrónicos (2001–actualidad) (Altaïr Temple, Nexus Sun)
- Pierre Anouilh – guitarra (2002–actualidad) (Déjà Mort)
- Shiran Kaïdine – guitarra (2008–actualidad) (Monarch!)
- Mathieu Mégemont – batería, teclados, sintetizador (2008–actualidad) (Aérôflôt)

Antiguos
- Christophe Mora – guitarra (2001–2002) (Finger Print, Undone)
- Julien Perez – vocalista, teclados (2003–2008) (Metronome Charisma)

## Discografía

### Álbumes de estudio
| Año  | Álbum      | Lanzamiento | Formato               | Sello discográfico                        |
| 2006 | Nord       | 2006        | CD                    | Radar Swarm                               |
| 2006 | Nord       | 2006        | 2xLP                  | E-Vinyl, Atropine Records                 |
| 2006 | Nord       | 2007        | CD                    | Crucial Blast                             |
| 2006 | Nord       | 2008        | 2xLP                  | Cavity Records, Atropine Records, E-Vinyl |
| 2006 | Nord       | 2012        | 2xCD (Deluxe Edition) | Music Fear Satan                          |
| 2010 | Ausserwelt | 2010        | CD                    | Conspiracy                                |
| 2010 | Ausserwelt | 2010        | 2xLP                  | Music Fear Satan                          |
| 2013 | Tocsin     | 2013        | CD                    | Debemur Morti                             |

### Álbumes en directo
| Año  | Álbum                 | Lanzamiento | Formato | Sello discográfico |
| 2009 | Live at Roadburn 2008 | 2009        | LP+DVD  | Roadburn Records   |
| 2009 | Live at Roadburn 2008 | 2011        | CD      | Roadburn Records   |
| 2013 | Vampyr                | 2013        | 2xLP+CD | Music Fear Satan   |
| 2013 | Vampyr                | 2013        | CD      | Init Records       |

### Álbumes split, EP y colaboraciones
- Karysun / Year of No Light Split 7" EP (2009)
- Year Of No Light w/ Fear Falls Burning & Nadja (split con Machu Picchu Mother Future) LP (2009)
- 3 way Split (split con East of the Wall & Rosetta) LP (2009)
- s/t (split con Altar of Plagues) LP (2012)
- s/t (split con Thisquietarmy) LP (2012)
- s/t (split con Mars Red Sky) LP (2012)
- s/t (split con Bagarre Générale) LP (2015)
- Covers (split con Jessica93) (2018). Cover de la canción Disorder de Joy Division.

### Demo
- Demo CDR (2004)

### Bandas sonoras
- Frogtown Movie[4] (2010)
- Mademoiselle...[5] (banda sonora original tocada en directo para la exhibición Rupture mon amour) (2010)
- Vampyr[6] (banda sonora original tocada en directo) (2010–2012)
- Les Maîtres Fous[7] (banda sonora original tocada en directo) (2012-01-06)